# ينان
ينان (بالصينية: 渭南市 )‏ هي مدينة على مستوى محافظة، في جمهورية الصين الشعبية، تتبع شنشي، تبلغ مساحتها 13,134 كيلومتر مربع، رمزها البريدي هو 714000.

## مدن توأم
المدن التوأم:
- سيجد.

## التقسيمات الإدارية
- Linwei District [الإنجليزية]‏
- مقاطعة هواجو [الإنجليزية]‏
- Tongguan County [الإنجليزية]‏
- Dali County [الإنجليزية]‏
- Heyang County [الإنجليزية]‏
- Chengcheng County [الإنجليزية]‏
- Pucheng County, Shaanxi [الإنجليزية]‏
- Baishui County [الإنجليزية]‏
- Fuping County, Shaanxi [الإنجليزية]‏
- هانتشنغ
- هوايين.